# Enchophora parvipennis
Enchophora parvipennis är en insektsart som beskrevs av Walker 1858. Enchophora parvipennis ingår i släktet Enchophora och familjen lyktstritar. Inga underarter finns listade i Catalogue of Life.